# Novak Tomić
Novak Tomić (szerb cirill betűkkel Новак Томић; Belgrád, 1936. január 7. – Los Angeles, 2003. július 23.) szerb labdarúgó.
A jugoszláv válogatott tagjaként részt vett az 1958-as világbajnokságon.

## Sikerei, díjai
Crvena zvezda
- Jugoszláv bajnok (5): 1955–56, 1956–57, 1958–59, 1959–60, 1963–64
- Jugoszláv kupa (3): 1957–58, 1958–59, 1963–64
- Közép-európai kupa (1): 1958

Hajduk Split
- Jugoszláv kupa (1): 1966–67